# S.S. Lazio Calcio a 5 2015-2016
Questa pagina raccoglie i dati riguardanti la S.S. Lazio Calcio a 5, squadra di calcio a 5 militante in serie A, nelle competizioni ufficiali del 2015-2016.

## Stagione
La ridefinizione dell'obbiettivo stagionale al mantenimento della categoria ha comportato lo smantellamento quasi integrale della rosa della prima squadra. La rinuncia gli elementi più talentuosi, legati alla società da contratti onerosi, è stata infatti accompagnata dalla cessione dei giocatori italiani più promettenti come Francesco Molitierno, Angelo Schininà e Giuseppe Mentasti, tutti già entrati nel giro della Nazionale. Per sostituirli sono stati tesserati principalmente giocatori provenienti dalle categorie minori, tra i quali Graziano Gioia che ritorna a giocare in Serie A a trentotto anni. Dal Peñíscola (Primera Division) è arrivato in prestito il talentuoso Pol Pacheco, mentre dal Topsport Anversa è stato prelevato il nazionale dei Paesi Bassi Mohamed Attaibi. Oltre a sé stesso, il presidente giocatore Chilelli ha confermato solo il secondo portiere Leofreddi (promosso a primo), l'argentino Ecosteguy e il laterale Pilloni.

## Calciomercato

### Sessione estiva
| Mohamed Attaibi              | FT Anversa    |
| Emiliano Cittadini           | Olimpus Roma  |
| Graziano Gioia               | Palombara     |
| Juninho                      | Catanzaro SG  |
| Danilo Kostić                | Ekonomac      |
| Darío Sebastián Nardacchione | Salinis       |
| Pol Pacheco                  | Peñíscola     |
| Juan Perri                   | Salinis       |
| Sérgio Rocha                 | Sestu         |
| Valerio Schirone             | Prato Rinaldo |
| Vavá                         | Orte          |

| Douglas Corsini        | Real Rieti         |
| Tiago De Bail          | Napoli             |
| Simone De Simoni       | Fortitudo Pomezia  |
| Felipe Manfroi         | Halle-Gooik        |
| Marquinho              | Dalian             |
| Giuseppe Mentasti      | Isola              |
| Federico Molitierno    | Mirafin            |
| Francesco Molitierno   | Cogianco           |
| Saúl Olmo              | Real Rieti         |
| Paulinho               | Cogianco           |
| Angelo Schininà        | Kaos               |
| Carlo Vittorio Sordini | Capitolina Marconi |

### Sessione invernale
| David Patrizi | Latina  |
| César Sachet  | Isernia |

| Mohamed Attaibi | svincolato   |
| Luca Leofreddi  | Olimpus Roma |
| Vavá            | CAME Treviso |

## Rosa 2015-2016
| N° | Naz.                   | Ruolo      | Sportivo                     | Anno     |  |  |
| -- | ---------------------- | ---------- | ---------------------------- | -------- |  |  |
| 1  | Italia (bandiera)      | POR        | Luca Leofreddi               | 24.09.80 |  |  |
| 3  | Italia (bandiera)      | DIF        | Federico Scalambretti        | 20.11.94 |  |  |
| 4  | Italia (bandiera)      | DIF        | Graziano Gioia               | 01.09.77 |  |  |
| 5  | Brasile (bandiera)     | LAT        | Vavá                         | 12.03.91 |  |  |
| 6  | Argentina (bandiera)   | LAT        | Emiliano Cittadini           | 10.06.82 |  |  |
| 8  | Spagna (bandiera)      | LAT        | Pol Pacheco                  | 11.07.94 |  |  |
| 9  | Italia (bandiera)      | PIV        | Daniele Chilelli             | 11.11.83 |  |  |
| 10 | Argentina (bandiera)   | LAT        | Darío Sebastián Nardacchione | 03.01.90 |  |  |
| 11 | Argentina (bandiera)   | LAT        | Juan Perri                   | 12.09.91 |  |  |
| 12 | Italia (bandiera)      | POR        | Valerio Schirone             | 09.01.93 |  |  |
| 14 | Paesi Bassi (bandiera) | LAT        | Mohamed Attaibi              | 23.10.87 |  |  |
| 15 | Argentina (bandiera)   | LAT        | Rodrigo Escosteguy           | 20.11.93 |  |  |
| 18 | Italia (bandiera)      | LAT        | Stefano Pilloni              | 22.01.84 |  |  |
| 20 | Brasile (bandiera)     | DIF        | Juninho                      | 02.12.82 |  |  |
| 21 | Italia (bandiera)      | PIV        | Tiziano Chilelli             | 28.06.94 |  |  |
| 23 | Brasile (bandiera)     | LAT        | Sérgio Rocha                 | 17.08.84 |  |  |
|    | Italia (bandiera)      | Allenatore | Massimiliano Mannino         | 06.06.70 |  |  |

## Under-21
| N° | Naz.              | Ruolo | Sportivo              | Anno     |  |  |
| -- | ----------------- | ----- | --------------------- | -------- |  |  |
| 7  | Italia (bandiera) | LAT   | Giuliano Fortini      | 08.09.96 |  |  |
| 17 | Italia (bandiera) | POR   | Alessandro Ciattaglia | 14.12.96 |  |  |
| 21 | Serbia (bandiera) | PIV   | Danilo Kostić         | 21.07.96 |  |  |